# Spilomyia
Spilomyia Meigen, 1803 è un genere di insetti sirfidi. Molte specie appartenenti al genere manifestano mimetismo batesiano delle vespe, con pattern neri e gialli e una forma modificata delle antenne.

## Tassonomia
Alcune specie comprese nel genere sono:
- Spilomyia alcimus (Walker, 1849)
- Spilomyia citima Vockeroth, 1958
- Spilomyia crandalli Curran, 1951
- Spilomyia digitata (Róndani, 1865)
- Spilomyia diophthalma (Linnaeus, 1758)
- Spilomyia foxleei Vockeroth, 1958
- Spilomyia fusca Loew, 1864
- Spilomyia graciosa Violovitsh, 1985
- Spilomyia interrupta Williston, 1882
- Spilomyia kahli Snow, 1895
- Spilomyia liturata Williston, 1887
- Spilomyia longicornis Loew, 1872
- Spilomyia manicata (Róndani, 1865)
- Spilomyia maxima Sack, 1910
- Spilomyia saltuum (Fabricius, 1794)
- Spilomyia sayi (Goot, 1964)
- Spilomyia triangulata van Steenis, 2000